# Клевер, Юлий Юльевич
Юлий Юльевич Клевер (нем. Julius Sergius von Klever; 19 (31) января 1850, Дерпт, Российская империя — 24 декабря 1924, Ленинград, СССР) — русский художник немецкого происхождения. Получил признание как пейзажист салонно-академического толка. Академик (1878) и профессор (1881) Императорской Академии художеств.

## Биография

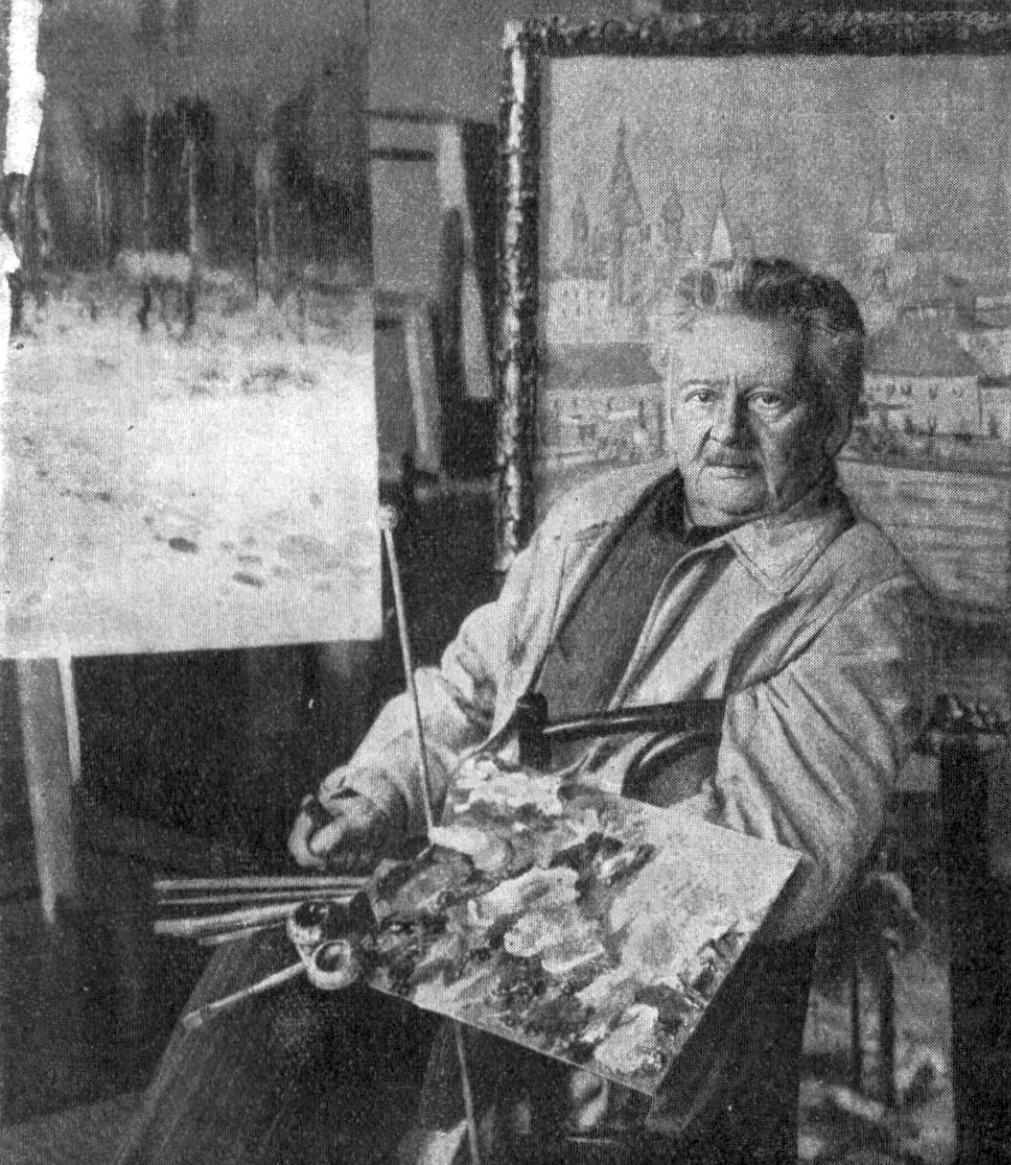
Ю. Ю. Клевер, 1914

Родился в Дерпте 19 (31) января 1850 года. Происходил из немецкого балтийского рода; его отец Юлиус Клевер (Julius W. Klever) был магистром химии и преподавал в Ветеринарном институте в Дерпте.
С детства проявлял наклонности к рисованию и в 1867 году, после окончания Дерптской гимназии, начал учиться на архитектурных (по настоянию отца) классах Императорской Академии художеств, однако вскоре перевёлся в пейзажный класс — учился у С. М. Воробьёва, затем — у М. К. Клодта. Получил малую и большую серебряные медали от Академии художеств (1870).
В 1871 году его картина «Заброшенное кладбище зимой» была положительно оценена художественным сообществом и приобретена графом П. С. Строгановым, а в 1872 году его картина «Закат» была приобретена великой княгиней Марией Николаевной.
В 1874 году на стендах Общества поощрения художеств он организовал свою персональную выставку. 
В 1875 году Ю. Ю, Клевер получил премию Общества поощрения художеств за картину «Запущенный парк», а в 1876 — за картину «Первый снег на вспаханном поле». И в 1876 году состоялась его вторая персональная выставка. После того, как в 1876 году его картину «Березовый лес» пожелал приобрести Александр II ему, не кончившему академического курса, было присвоено звание классного художника 1-й степени, а в 1878 году за картину «Старый парк» («Вид запущенного парка в Мариенбурге») он получил звание академика живописи.
В 1879 году вместе с В. В. Самойловым он работал на острове Нарген. В результате, одна из картин — «Лес на острове Нарген» («Девственный лес») — была приобретена П. М. Третьяковым, другая — «Остров Нарген» — великим князем Алексеем Александровичем, а «Лес зимой» — Александром III.  
В 1881 году за картину «Лесная глушь» Академия художеств присвоила Ю. Ю. Клеверу звание профессора.
Для дворца в имении А. Г. Кузнецова в Форосе им был написан ряд картин.
А в 1890-х годах произошли события, в результате которых Ю. Ю. Клевер уехал в Германию: его привлекли как свидетеля к громкому делу о финансовом злоупотреблении его знакомого, бывшего конференц-секретаря Академии художеств П. Ф. Исеева.
Семья Клеверов вернулась в Россию только в 1915 году. После возвращения на родину он устроил выставку в Москве. После революции 1917 года Ю. Ю. Клевер получал материальную поддержку от Общества художников имени А. И. Куинджи. До конца жизни преподавал в Академии Художеств и в Центральном училище технического рисования, где заведовал кафедрой монументальной живописи.
Умер в Ленинграде 24 декабря 1924 года. Похоронен на Смоленском православном кладбище на Поперечной дорожке недалеко от реки Смоленки (участок 56). 
В 1980 году, к юбилею художника, был установлен новый памятник, перенесённый с бесхозного участка возле Смоленской церкви.

## Работы
Работы Ю. Ю. Клевера находятся в Государственном Русском Музее, Государственной Третьяковской Галерее, Одесском художественном музее, Серпуховском историко-художественном музее, музеях Зарайска, Барнаула, Владимира, Волгограда, Калуги, Козьмодемьянска, Костромы, Краснодара, Липецка, Великого Новгорода, Севастополя, Семея, Серпухова, Ставрополя, Сыктывкара, Сарапула, Тамбова, Ульяновска, Алма-Аты, Еревана, Воронежа; в частных коллекциях.

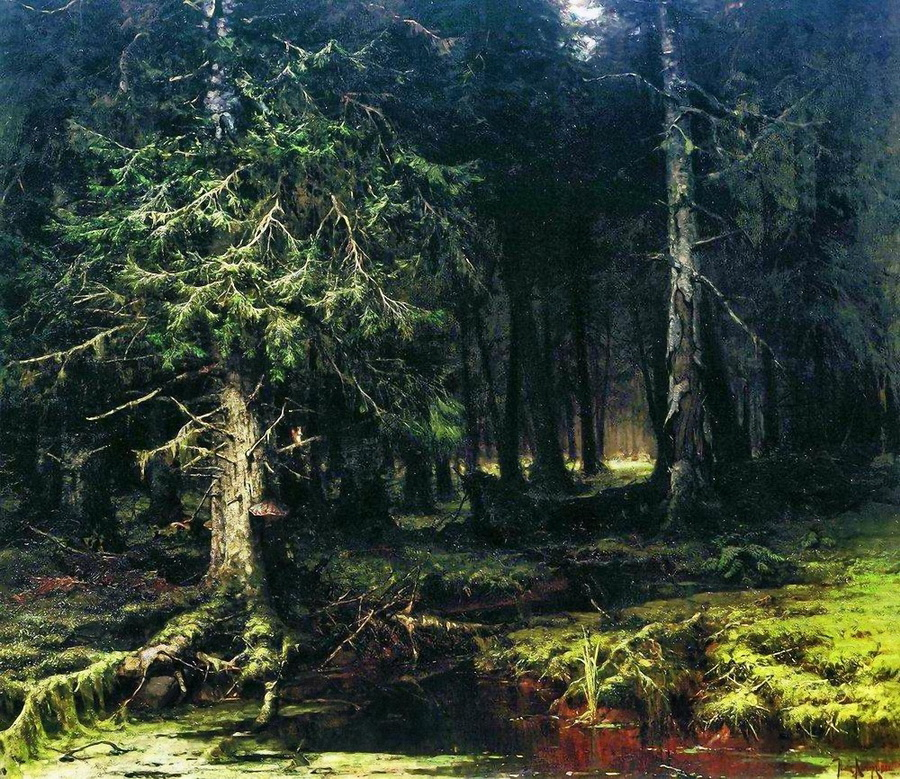
Девственный лес (1880) ГТГ.
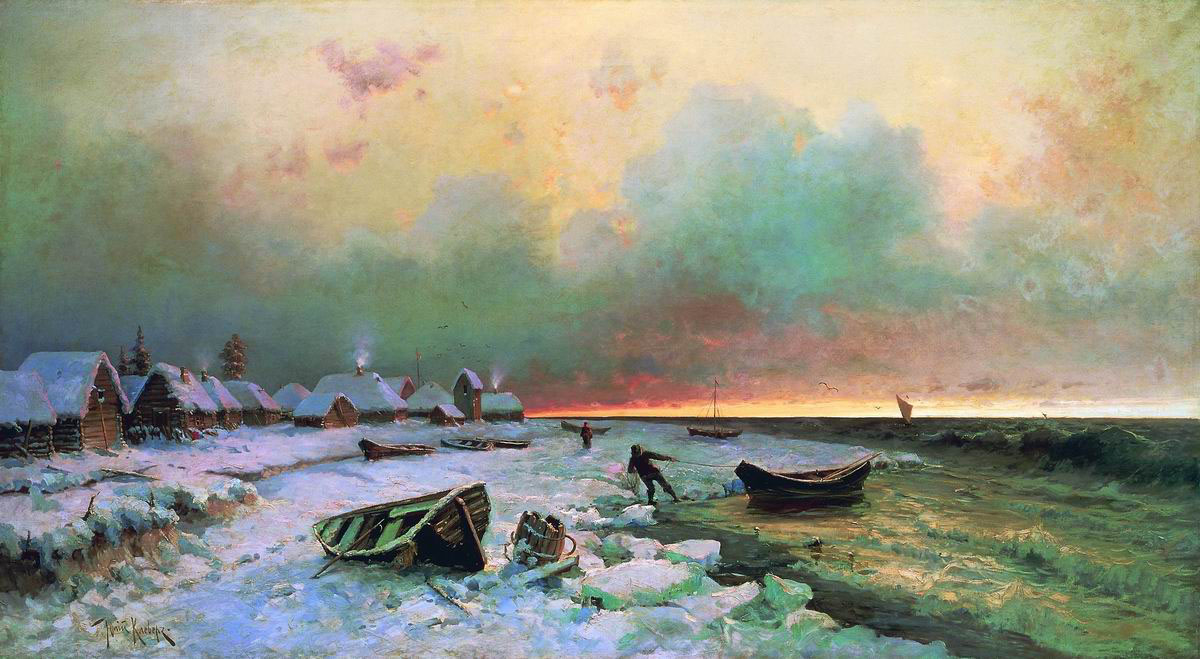
Деревня на острове Нарген (1881) ГРМ.
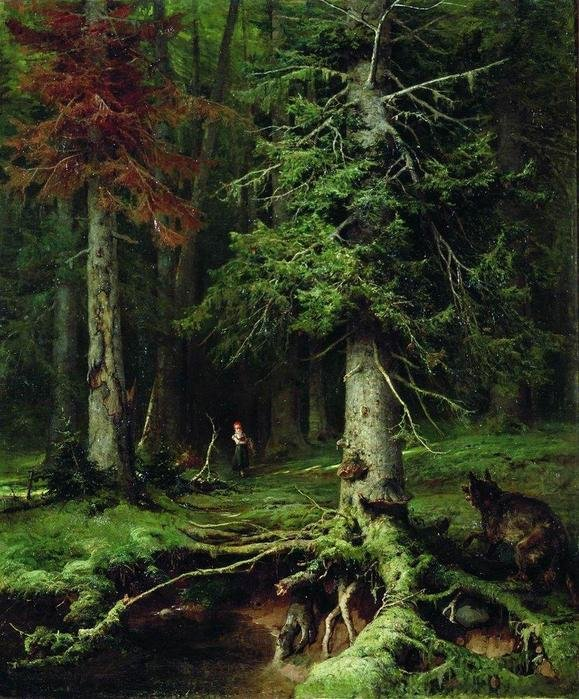
Красная шапочка в лесу (1887)
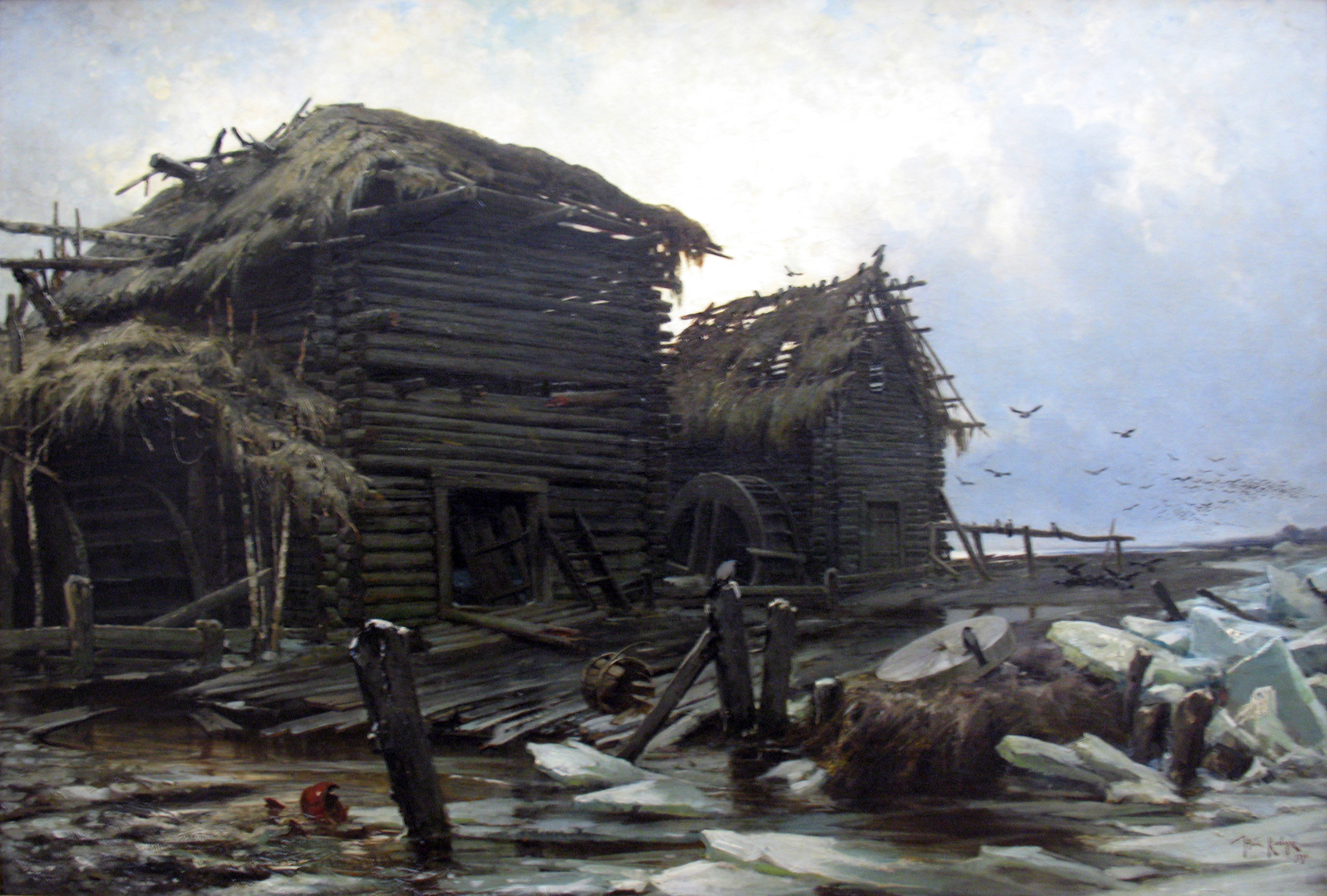
Заброшенная мельница (1890) ГТГ.
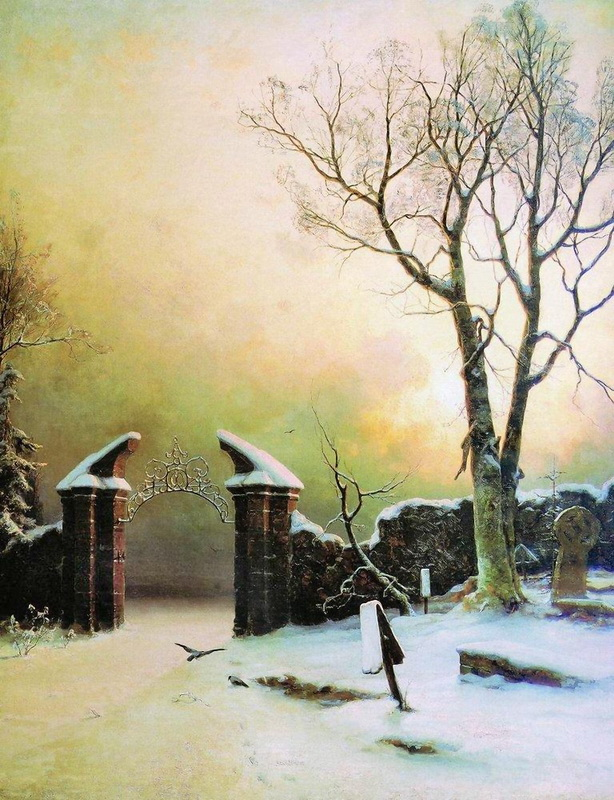
Забытое кладбище (1890) ГРМ.
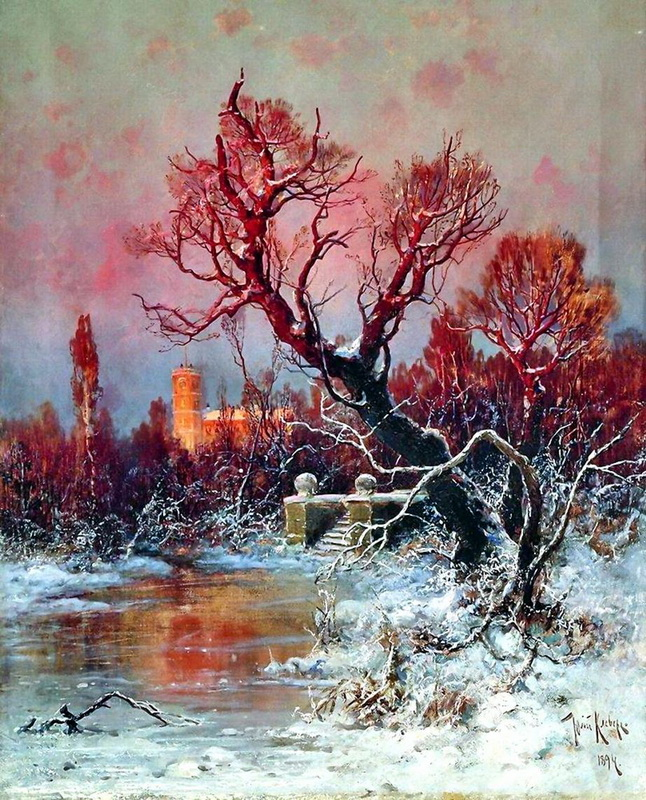
В парке Гатчинского дворца (1894)
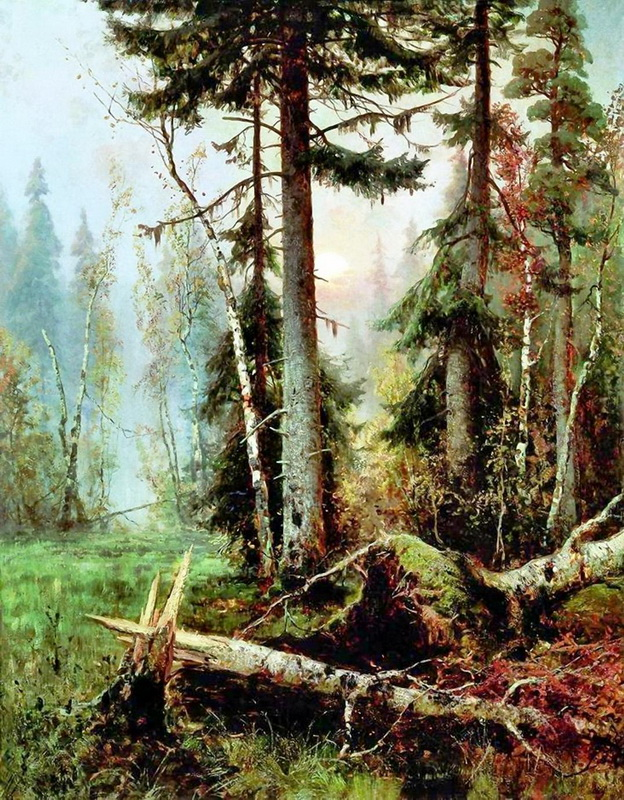
Дебри (1895)
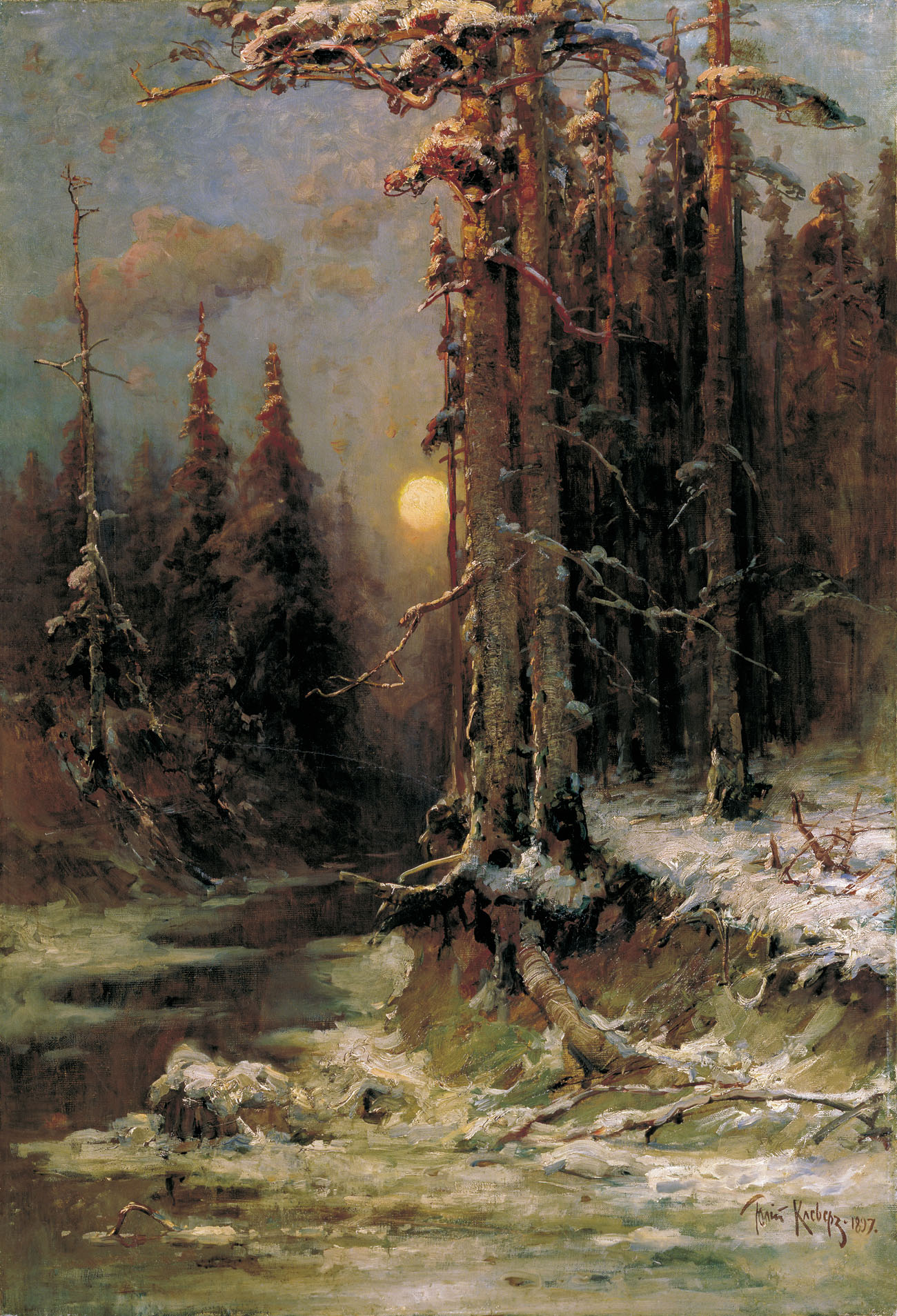
Закат солнца зимой (Зимний вечер) (1897)
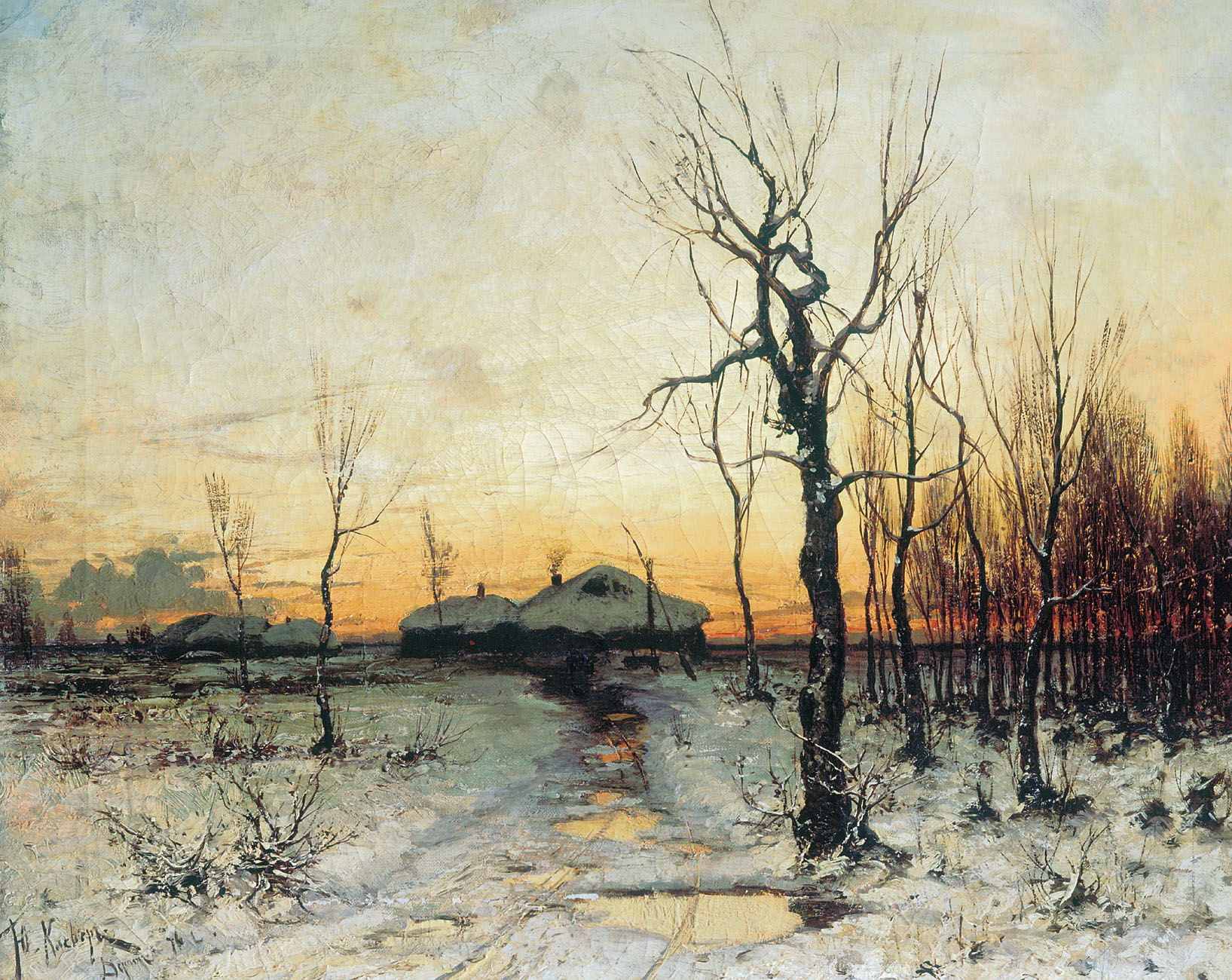
Зима (1876)
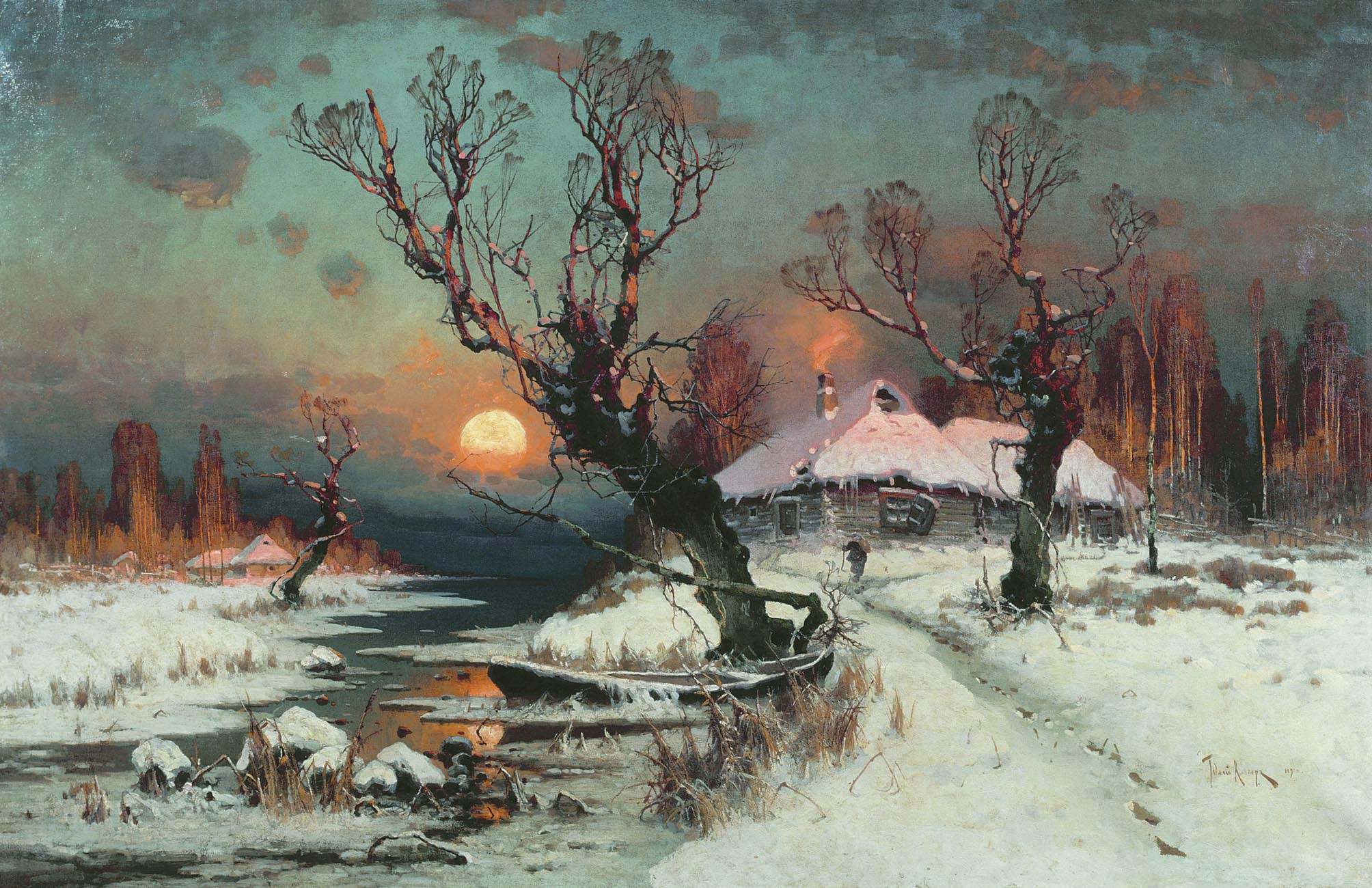
Закат солнца зимой (1891)
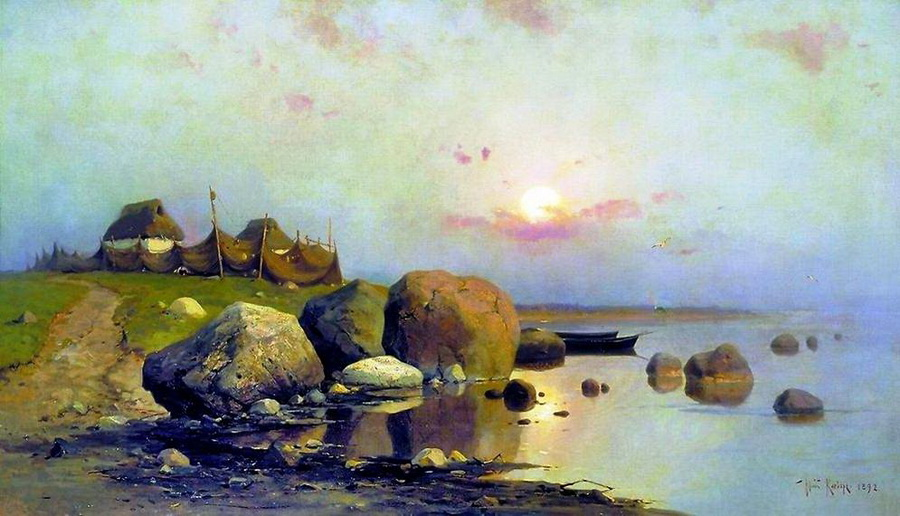
Рыбацкая деревня (1892) ГТГ.
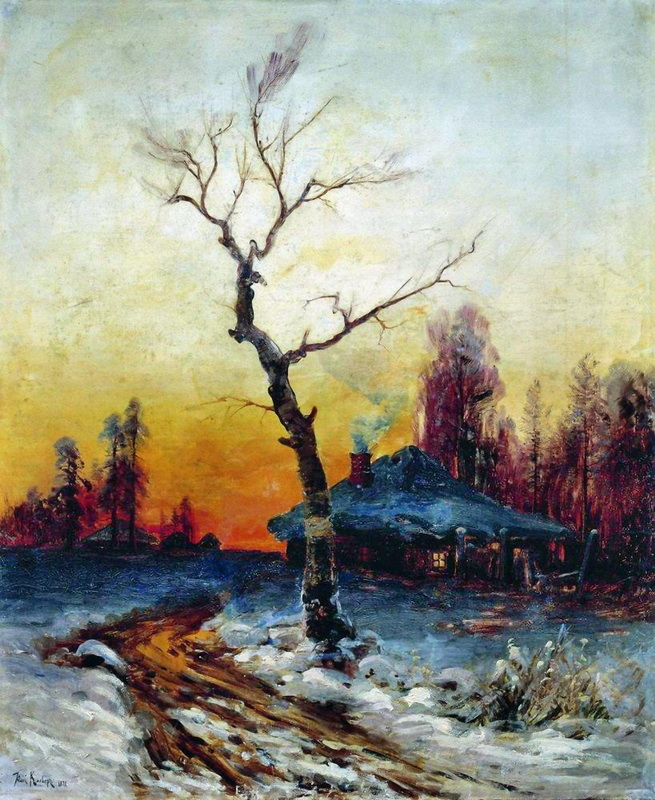
Зимний вечер (1898)
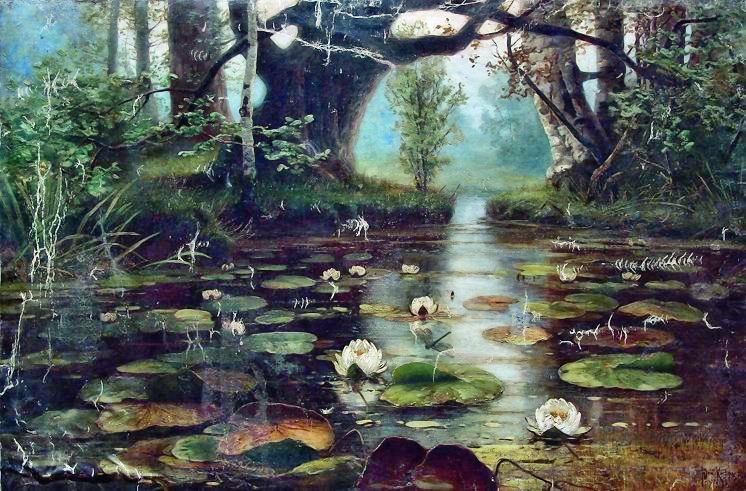
Пруд с белыми лилиями (1893)
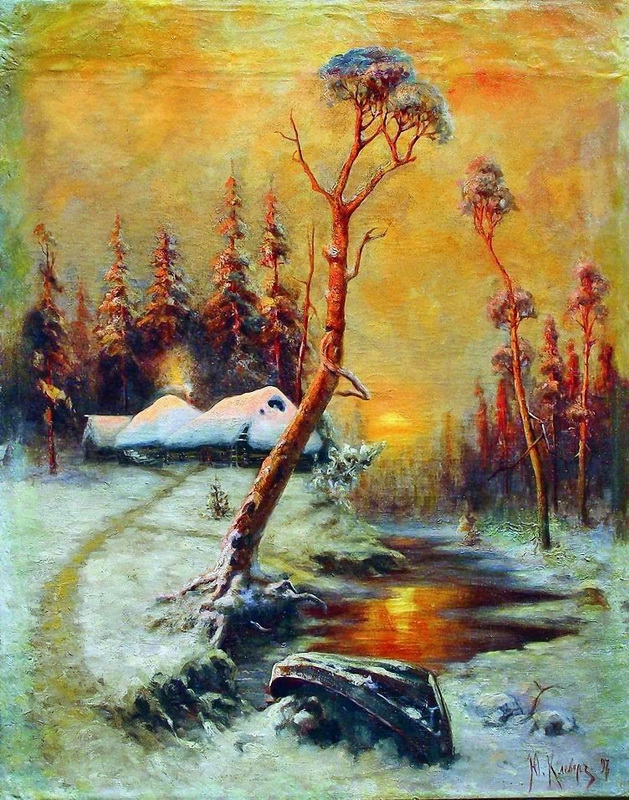
Зимний пейзаж с соснами (1896)
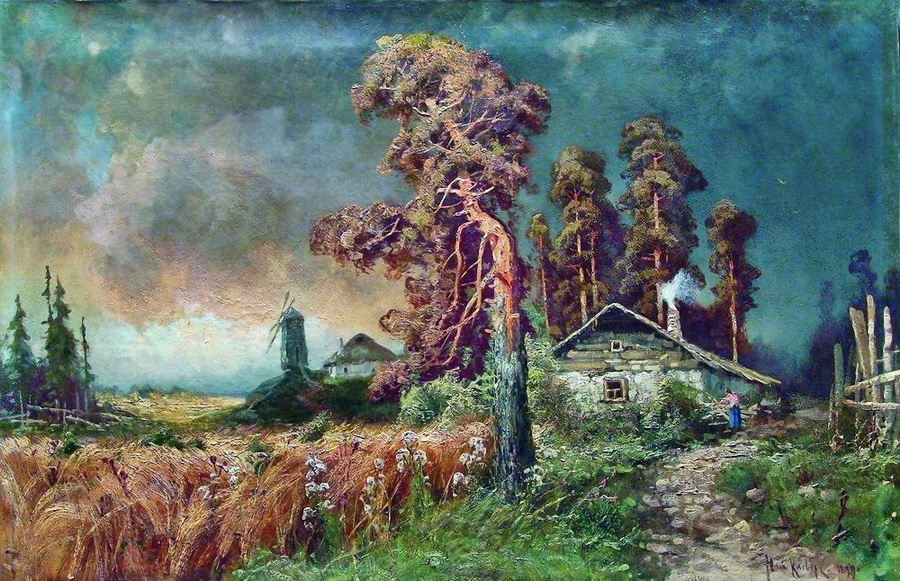
Перед грозой (1899)
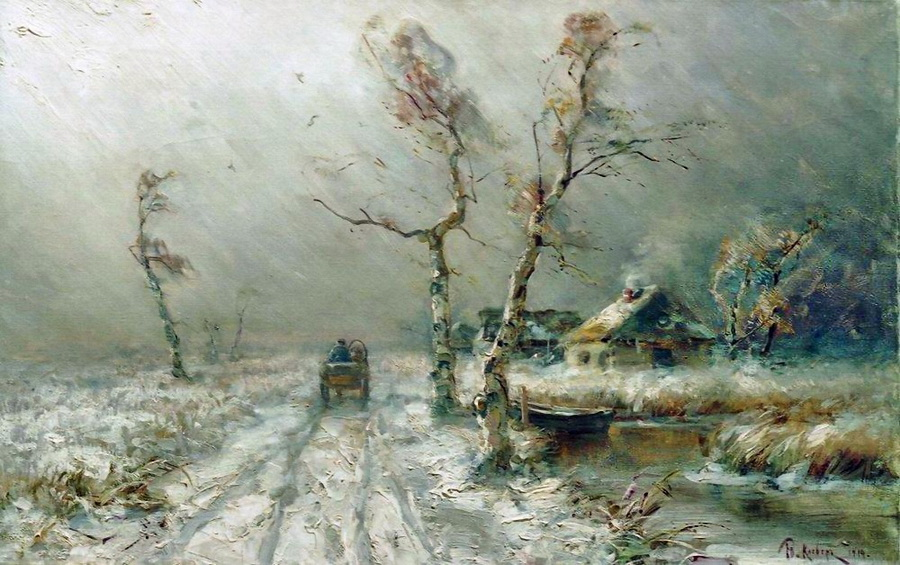
Пурга надвигается (1910)
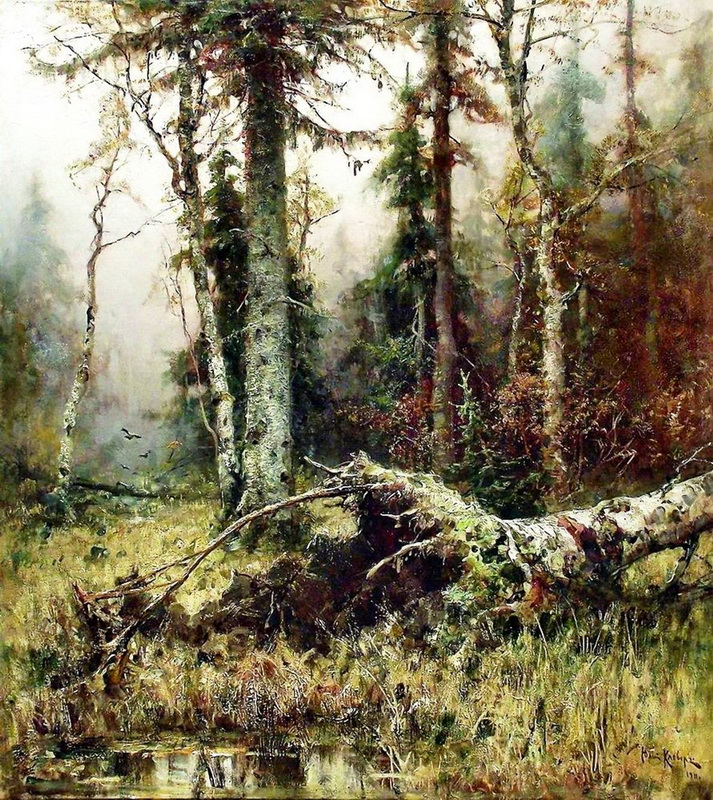
Лес (1911)
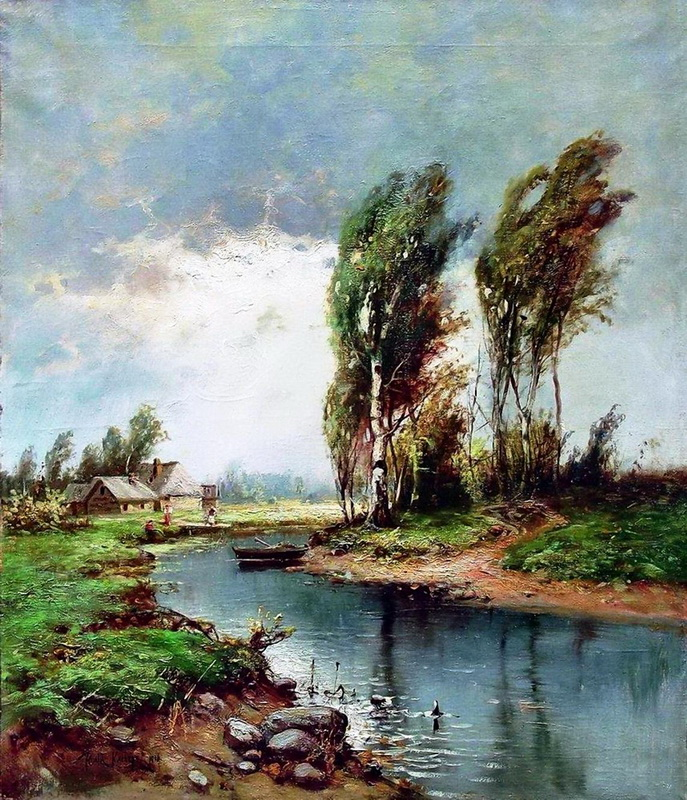
Будет дождь (1916)
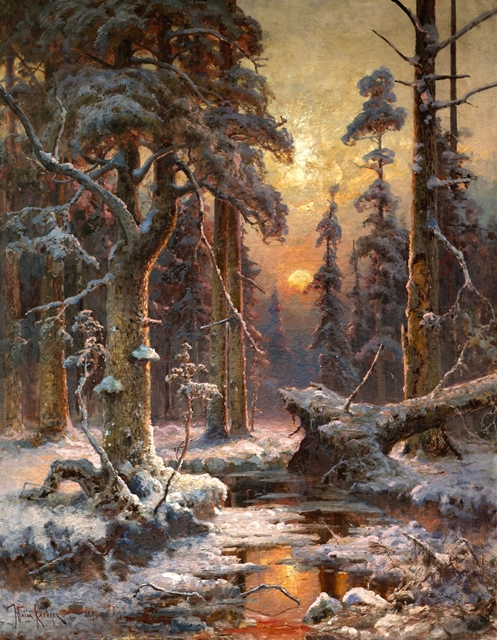
Зимний закат в еловом лесу. (1896)

Быстрый успех Ю. Ю. Клевера дал ему много заказов и, создавая иногда по картине в день, Клевер стал часто быстро проходить кистью по подмалёвкам, выполненным его помощниками. Так появлялись многочисленные работы «Клевер и мастерская», круг художников которой исследователями творчества Ю. Ю. Клевера до сих пор полностью не установлен; самым известным соавтором был князь (?) Николай Оболенский. Среди продолжателей стиля Ю. Ю. Клевера в живописи называют графа В. Л. Муравьёва.

## Семья
Предположительно, в первый брак вступил сразу после окончания Дерптской гимназии, женившись на дочери Константина Кюгельгена.
Жена, с 23 июля 1875 года — Зинаида Ферро, дочь генерала в отставке, заведующего дворцовой аптекой Карла Васильевича Ферро.
Дети:
- Константин (1868—1937), художник.
- Мария (1878—1967), театральная художница.
- Юлий (1879—1942), художник. В 1910 году провёл персональную выставку в Москве. Преподавал в Рисовальной школе в Петербурге (1902—1906; 1909—1917); умер в блокаду в Ленинграде.
- Оскар (1887—1975), художник. Иллюстрировал и оформлял книги, создавал эскизы театральных костюмов и декораций в Передвижном театре П. П. Гайдебурова в Петербурге. После революции работал преимущественно как художник театра и график.
- Ольга (1880—1942) — умерла в Германии, в лагере для перемещённых лиц[18].